# الهی (باخرز)
الهی روستایی در دهستان مالین بخش مرکزی شهرستان باخرز استان خراسان رضوی ایران است.

## جمعیت
بر پایه سرشماری عمومی نفوس و مسکن در سال ۱۳۹۵ جمعیت این مکان ۳۹۰ نفر (۱۰۸خانوار) بوده‌است.